# Naravno okolje
Okolje je celota delujočih živih in neživih elementov narave. Ti elementi neposredno in istočasno vplivajo na razvoj, presnovo in življenjsko aktivnost organizmov na območju, na katerem živijo. Neživi elementi okolja so: zrak, voda, tla, kemične spojine, svetloba, toplota, rečemo jim tudi abiotski dejavniki. Živi oziroma biotski elementi pa so: mikroorganizmi, živali in rastline. Delujejo v povezavi z neživimi in ustvarjajo na določenem območju značilne razmere.
Okolje delimo na kopensko in vodno okolje, sestavine pa so v medsebojni povezavi. Sestavni element je voda, ki s prodiranjem v tla povzroči izhlapevanje v ozračje.

## Sestavine naravnega okolja
Naravno okolje vključuje vse žive in ne-žive elemente, ki se naravno pojavljajo na Zemlji oziroma na določenem področju. Je okolje, ki vključuje interakcijo med vsemi živimi vrstami. Koncept naravnega okolja se razlikuje po sestavinah:
- Celotne ekološke enote, ki funkcionirajo kot naravni sistemi brez velikega človeškega vpliva, vključno z vso vegetacijo, mikroorganizmi, zemljo, kamninami, atmosfero in naravnimi pojavi, ki se pojavljajo v njihovih mejah.
- Univerzalni naravni viri in fizični pojavi, ki nimajo jasnih meja, kot so zrak, voda, klima, energija, radiacija, električni naboj in magnetizem, ki pa ne izvirajo iz človeškega delovanja.

Naravno okolje je nasprotje grajenega okolja, ki vsebuje področja in komponente, ki so pod velikim vplivom človeka. Neko geografsko območje velja za naravno okolje, če je človeški vpliv tam zmanjšan pod določeno mejo.

## Sestava Zemlje
Veda o Zemlji načeloma prepoznava 4 sfere, litosfero, hidrosfero, atmosfero in biosfero, kar se sklada s kamninami, vodo, zrakom in življenjem. Nekateri znanstveniki pa k temu dodajajo še kriosfero (se sklada z ledom), kot izrazit del hidrosfere in pedosfero (se sklada z zemljo), ki se šteje za mešano sfero. Veda o Zemlji je pojem, ki povezuje vse znanosti, ki se ukvarjajo z Zemljo. Obstajajo štiri glavne discipline, ki so geografija, geologija, geofizika, in geodezija. Te glavne discipline uporabljajo fiziko, kemijo, biologijo, kronologijo in matematiko za razumevanje sfer Zemljinega sistema.

## Geološka aktivnost
Zemljina skorja oziroma litosfera je najbolj zunanja trdna površina planeta in se kemijsko in mehansko razlikuje od spodaj ležečega plašča. Nastala je predvsem z vulkanskimi procesi pri katerih se magma po ohlajanju spremeni v trdne kamnine. Pod litosfero leži plašč, ki se segreva zaradi propadanja radioaktivnih elementov. Zaradi konvekcije se litosferske plošče počasi premikajo.

## Vode na Zemlji

### Ocean
Ocean je največja zaloga slane vode in komponenta hidrosfere. Približno 71% Zemljine površine je pokrite z oceanom, ki je razdeljen v oceane in manjša morja. Več kot polovica teh področij je globlja od 3000 metrov. Povprečna oceanska slanost je okoli 3,5%. Generalno poznamo oceane kot več manjših, posameznih oceanov, ki pa so povezani v Svetovni oziroma globalni ocean. Zaradi te lastnosti igrajo ti oceani odločilno vlogo pri oceanografiji.

### Reka
Reka je naravna vodna pot, po navadi sladkovodna, ki teče proti oceanu, jezeru, morju ali proti drugi reki. V nekterih primerih reka steče pod zemljo ali pa se izsuši še preden doseže drugi vodni vir. Manjše reke so lahko poimenovane s šteilnimi drugimi imeni recimo vodotok, draga, raka in podobno.V Ameriki je kot reka klasificirano vodno telo, ki je širše od 18 metrov. Voda v reki je po navadi v kanalu med dvema bregovoma. Ob večjih rekah so tudi površine, namenjene izlivu rek ob primerih poplav. Reke zbirajo vodo iz padavin, iz podzemnih virov, iz izvirov, iz stopljenega ledu in snega.

### Potok
Potok je tekoča voda, ki teče med strmima bregovoma. Potoki imajo pomembno vlogo pri ohranjanju biodiverzitete.

### Jezero
Je lokalizirano vodno telo. Tako ga poimenujemo če ni del oceana, je večje in globlje od ribnika in ga napaja reka.

### Ribnik
Je stoječe vodno telo, lahko je umeten ali naraven.

## Zunanji viri
- The WILD Foundation - International organization for wilderness protection around the world
- Nature Journal - Weekly journal of science
- UNEP - United Nations Environment Programme
- BBC - Science and Nature.
- European Commission - Nature and Biodiversity homepage
- Science.gov - Environment & Environmental Quality Arhivirano 2002-08-08 na Wayback Machine.